# Oryzias
Sous-famille
Genre
Oryzias est un genre de poissons de la famille des Adrianichthyidae et de l'ordre des Beloniformes. C'est le seul genre de la sous-famille des Oryziinae. L'espèce type est Oryzias latipes.

## Liste des espèces
Selon World Register of Marine Species (28 octobre 2019) :
- Oryzias asinua Parenti, Hadiaty, Lumbantobing & Herder, 2013
- Oryzias bonneorum Parenti, 2008
- Oryzias carnaticus (Jerdon, 1849)
- Oryzias celebensis (Weber, 1894)
- Oryzias curvinotus (Nichols & Pope, 1927)
- Oryzias dancena (Hamilton, 1822)
- Oryzias eversi Herder, Hadiaty & Nolte, 2012
- Oryzias hadiatyae Herder & Chapuis, 2010
- Oryzias haugiangensis Roberts, 1998
- Oryzias hubbsi Roberts, 1998
- Oryzias javanicus (Bleeker, 1854)
- Oryzias latipes (Temminck & Schlegel, 1846)
- Oryzias luzonensis (Herre & Ablan, 1934)
- Oryzias marmoratus (Aurich, 1935)
- Oryzias matanensis (Aurich, 1935)
- Oryzias mekongensis Uwa & Magtoon, 1986
- Oryzias melastigma (McClelland, 1839)
- Oryzias minutillus Smith, 1945
- Oryzias nebulosus Parenti & Soeroto, 2004
- Oryzias nigrimas Kottelat, 1990
- Oryzias orthognathus Kottelat, 1990
- Oryzias pectoralis Roberts, 1998
- Oryzias profundicola Kottelat, 1990
- Oryzias sakaizumii Asai, Senou & Hosoya, 2012
- Oryzias sarasinorum (Popta, 1905)
- Oryzias setnai (Kulkarni, 1940)
- Oryzias sinensis Chen, Uwa & Chu, 1989
- Oryzias soerotoi Mokodongan, Tanaka & Yamahira, 2014
- Oryzias songkhramensis Magtoon, 2010
- Oryzias timorensis (Weber & de Beaufort, 1922)
- Oryzias uwai Roberts, 1998
- Oryzias wolasi Parenti, Hadiaty, Lumbantobing & Herder, 2013
- Oryzias woworae Parenti & Hadiaty, 2010

## Galerie de photos

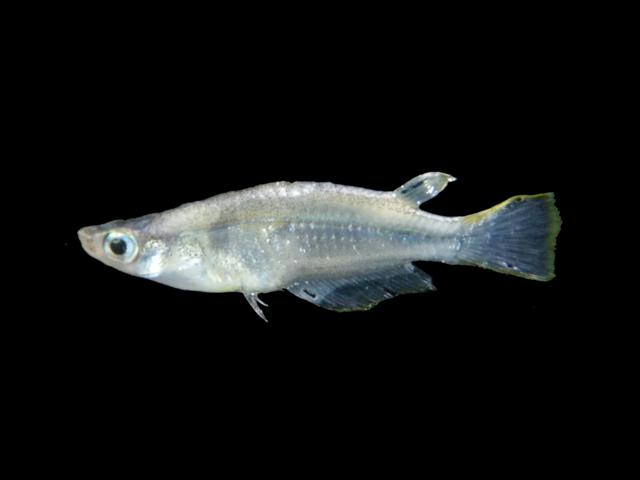
Oryzias javanicus
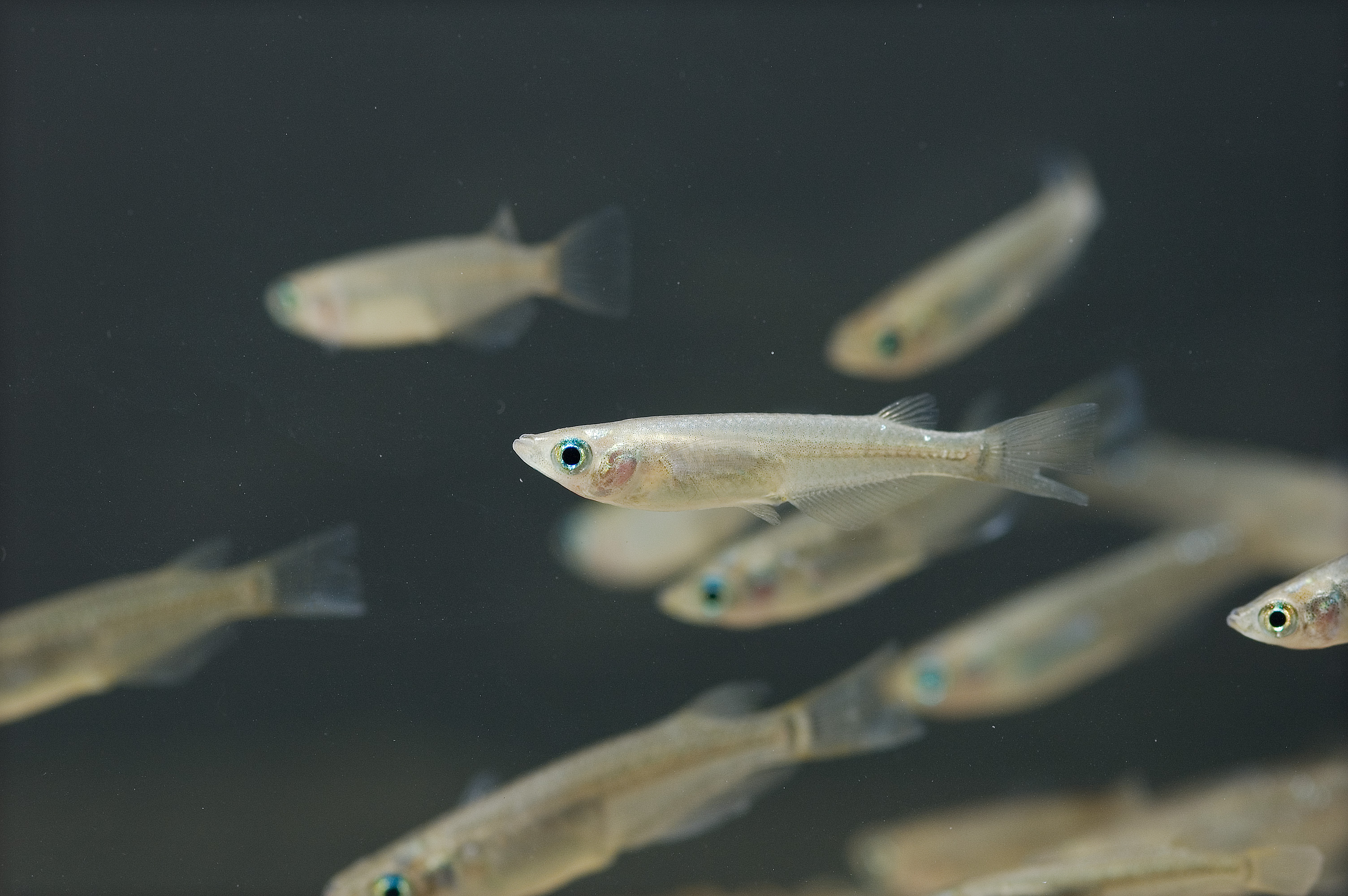
Oryzias latipes
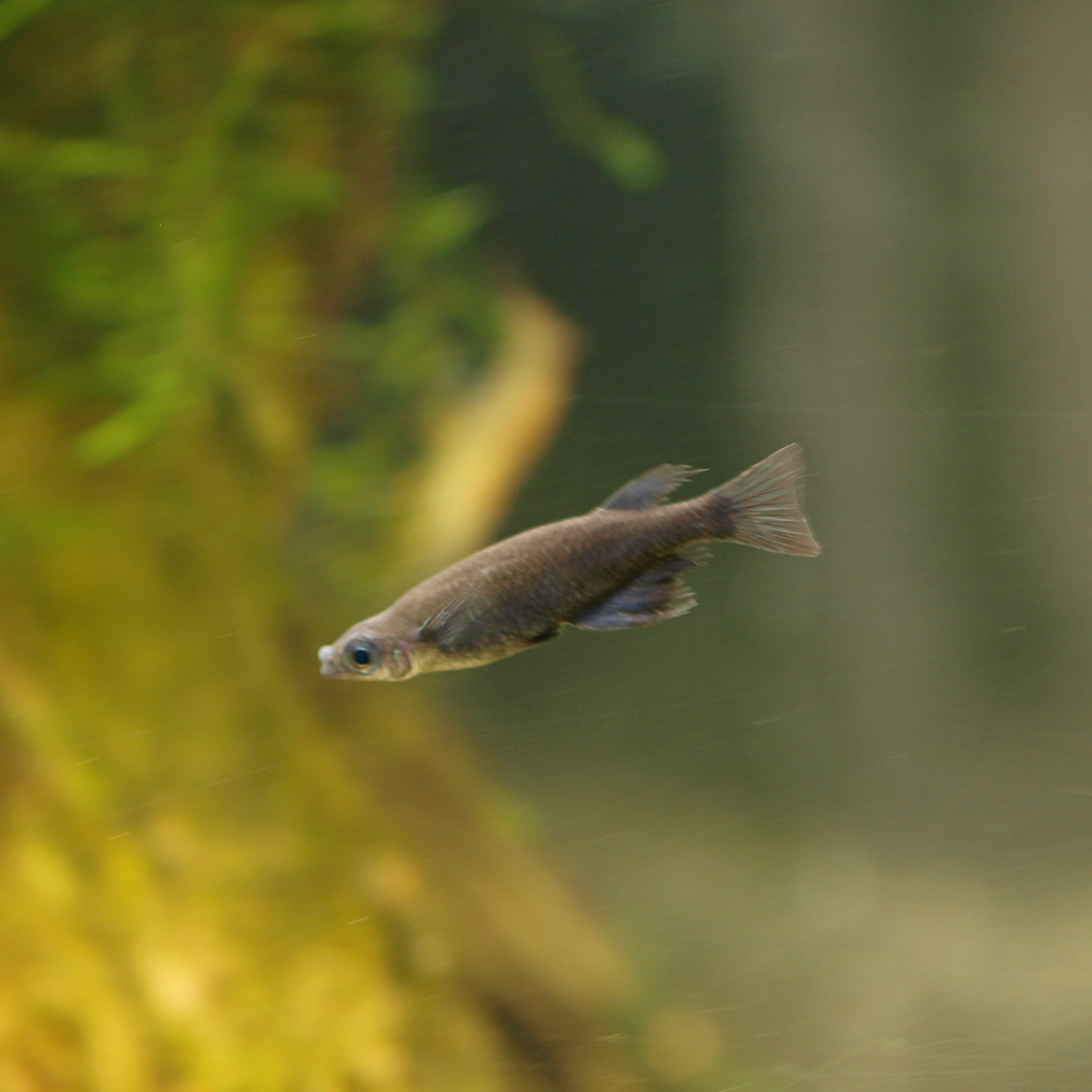
Oryzias nigrimas
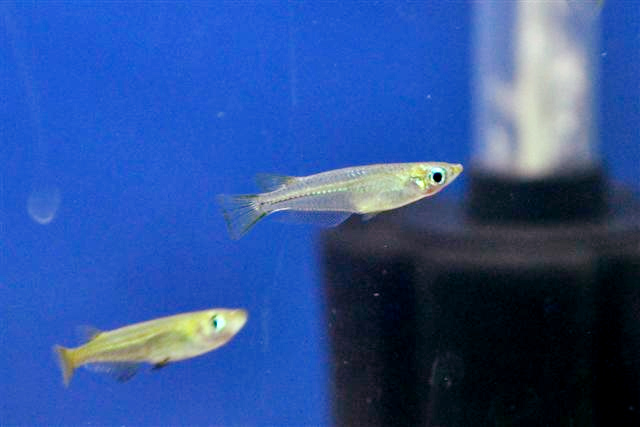
Oryzias sinensis
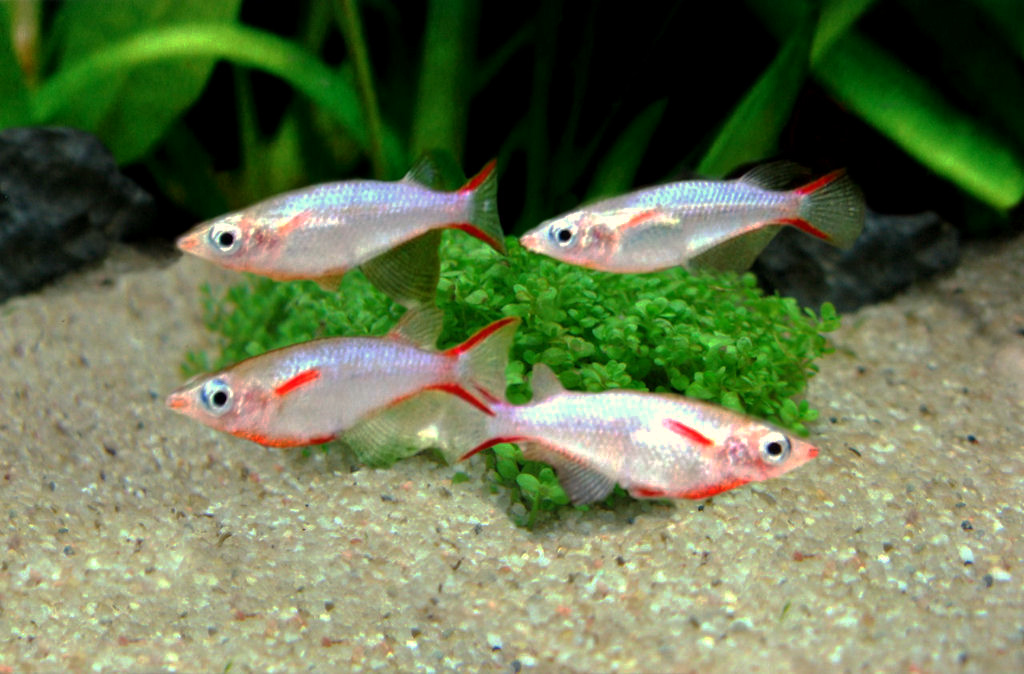
Oryzias woworae
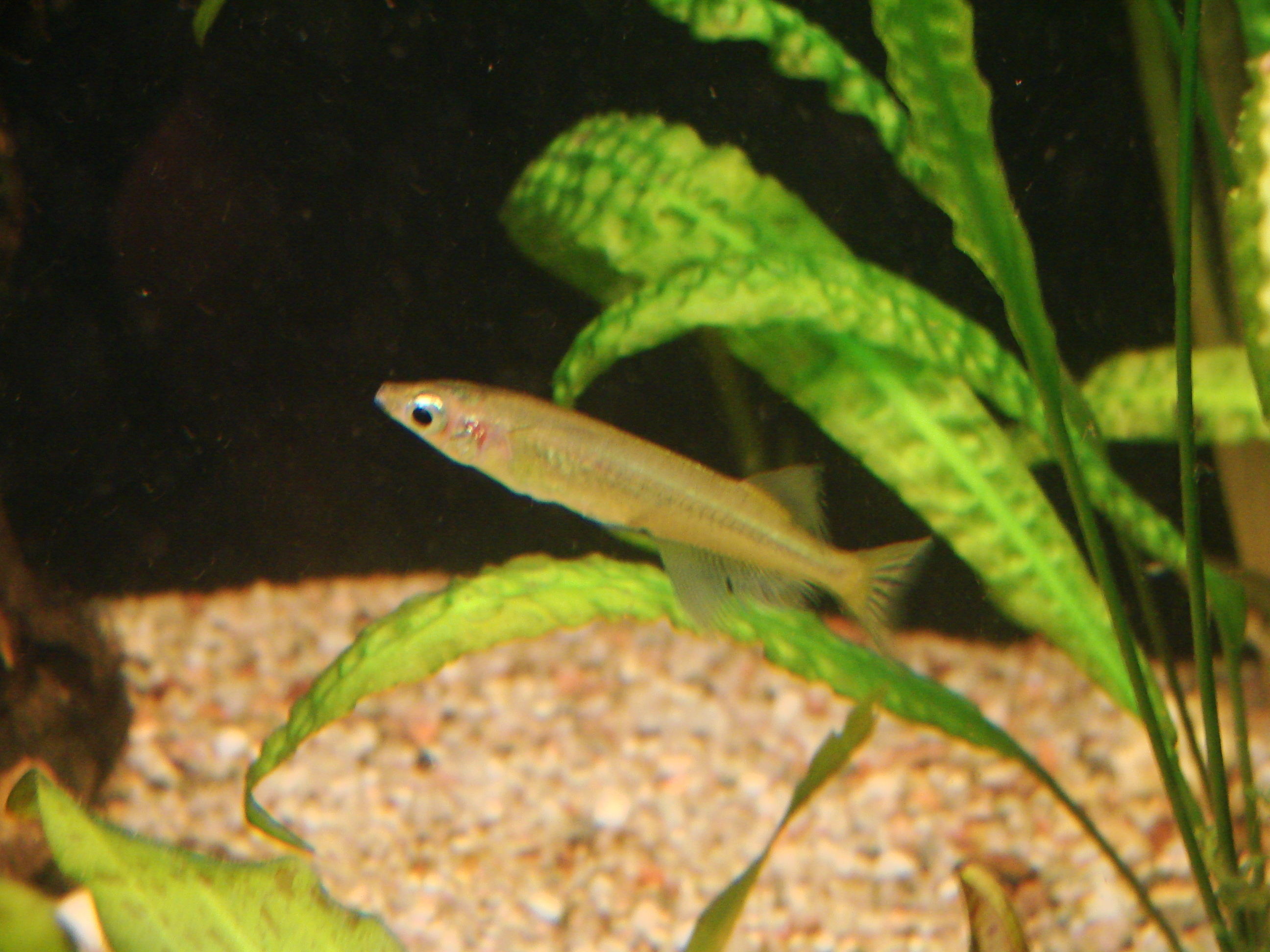
Oryzias sarasinorum